# Tây Lăng thị
Tây Lăng thị (chữ Hán: 西陵氏) là tên 1 quốc gia bộ lạc từng tồn vào thời kỳ Tam Hoàng Ngũ Đế trong lịch sử Trung Quốc, nước này chỉ được nhắc đến duy nhất một lần trong hơn 5000 năm vào giai đoạn chuyển giao giữa triều đại Thần Nông và triều đại Hiên Viên.
Bấy giờ nước Tây Lăng có người con gái tên là Luy Tổ vừa xinh đẹp lại vừa nết na hiền thục, thậm chí còn khéo tay và thông minh trí tuệ sáng suốt có khả năng phán xét tinh tường. Thủ lĩnh nước Hữu Hùng là Công Tôn Hiên Viên nghe tiếng đích thân mang lễ vật đến cầu thân, qua mấy phen thử thách Hiên Viên đều đáp ứng được các đề mục nên Luy Tổ chấp nhận về làm dâu nước Hữu Hùng. Sau này Hiên Viên đánh bại Xi Vưu được đế Du Võng thiện nhượng mà làm thiên tử thì Luy Tổ chính thức được sắc phong Hoàng hậu, bà sinh cho Hiên Viên Hoàng Đế được 2 người con trai là Huyền Hiêu và Xương Ý. Ngoài ra bà còn đặt ra các thể chế về tam cung lục viện để tiện cai quản hậu cung, bà lại nghiên cứu ra cách trồng dâu nuôi tằm quay tơ dệt vải để sản xuất ra lụa từ đó làm thành quần áo sắc phục rất độc đáo.
Không rõ nước Tây Lăng hình thành và diệt vong thế nào chỉ biết ngày nay nó nằm ở địa phận quận Tây Lăng thuộc địa cấp thị Nghi Xương tỉnh Hồ Bắc, nhưng việc nước ấy sinh ra người phụ nữ tên Luy Tổ cũng đủ để hậu thế vẫn còn phải nhắc đến nó suốt mấy vạn đời sau.